# Финале Европског првенства у фудбалу 1976.
Финале Европског првенства у фудбалу 1976. године, била је финална утакмица петог УЕФА Европског фудбалског првенства. Утакмица је одиграна 20. јуна 1976. године на стадиону Црвене звезде у Београду. Меч су играле Чехословачка и Западна Немачка.
Чехословачка је победила Западну Немачку након бољег извођења једанаестераца (5:3). Било је то прво финале Европског првенства које је одлучено извођењем једанаестераца. У регуларном делу утакмице резултат је био 2:2, док у продужецима није било голова. Голове у финалу су постигли Јан Швехлик у 8. минуту и Карол Добијаш у 25. минуту за Чехословачку, а Дитер Милер у 28. минуту и Бернд Холценбајн у 89. минуту за Западну Немачку. Утакмица је одиграна пред 30.790 гледалаца. Главни судија утакмице је био Серђо Гонела.
Финале је запамћено по последњем пеналу који је извео Антоњин Паненка, касније је по њему такав начин извођења пенала назван „Паненка”.

## Пут до финала
| Квалификације | Квалификације | Квалификације   | Квалификације   |
| Чехословачка  | Чехословачка  | Западна Немачка | Западна Немачка |
| Противник     | Резултат      | Противник       | Резултат        |
| ------------- | ------------- | --------------- | --------------- |
| Енглеска      | 2–1, 3–0      | Грчка           | 1–1, 2–2        |
| Португалија   | 5–0, 1–1      | Бугарска        | 1–0, 1–1        |
| Кипар         | 4–0, 3–0      | Малта           | 8–0, 1–0        |
| Турнир        |               |                 |                 |
| Холандија     | 3–1 (про.)    | Југославија     | 4–2 (про)       |

## Детаљи утакмице
| [[Фудбалска репрезентација Чехословачке {{{altlink2}}}\|Чехословачка]] | 2 : 2 (п. с. н.) | Западна Немачка                    |
| ---------------------------------------------------------------------- | ---------------- | ---------------------------------- |
| - Швехлик 8’ - Добијаш 25’                                             | Извештај         | - Милер 28’ - Холценбајн 89’       |
| Пенали                                                                 |                  |                                    |
| - Масни - Нехода - Ондруш - Јуркемик - Паненка                         | 5–3              | - Бонхоф - Флохе - Бонграц - Хенес |

| Чехословачка | Западна Немачка |

| GK           | 1  | Иво Виктор        |     |     |
| SW           | 4  | Антон Ондруш (к)  |     |     |
| CB           | 5  | Јан Пиварник      |     |     |
| CB           | 12 | Коломан Гег       |     |     |
| CB           | 3  | Јозеф Чапкович    |     |     |
| CM           | 2  | Карол Добијаш     | 55’ | 94’ |
| CM           | 8  | Јозеф Модер       | 59’ |     |
| AM           | 7  | Антоњин Паненка   |     |     |
| RW           | 10 | Марјан Масни      |     |     |
| LW           | 11 | Здењек Нехода     |     |     |
| CF           | 17 | Јан Швехлик       |     | 79’ |
| Замене:      |    |                   |     |     |
| DF           | 6  | Ладислав Јуркемик |     | 79’ |
| MF           | 16 | Франтишек Весели  |     | 94’ |
| Селектор:    |    |                   |     |     |
| Вацлав Јежек |    |                   |     |     |

| GK         | 1  | Сеп Мајер             |  |     |
| SW         | 5  | Франц Бекенбауер (к)  |  |     |
| CB         | 2  | Берти Фогтс           |  |     |
| CB         | 4  | Ханс-Георг Шварценбек |  |     |
| CB         | 3  | Бернард Диц           |  |     |
| CM         | 7  | Рајнер Бонхоф         |  |     |
| CM         | 6  | Херберт Вимер         |  | 46’ |
| AM         | 10 | Ерих Бер              |  | 80’ |
| RW         | 8  | Ули Хенес             |  |     |
| CF         | 9  | Дитер Милер           |  |     |
| LW         | 11 | Бернд Холценбајн      |  |     |
| Замене:    |    |                       |  |     |
| MF         | 15 | Хајнц Флохе           |  | 46’ |
| MF         | 14 | Ханс Бонграц          |  | 80’ |
| Селектор:  |    |                       |  |     |
| Хелмут Шен |    |                       |  |     |

| Правила утакмице - 90 минута траје утакмица. - 30 минута трају продужеци ако је неопходно. - Извођење једанаестераца ако остане нерешено и после продужетака. - Максимум две измене. |